# Cítoliby
Cítoliby (en allemand : Zittolib) est une commune du district de Louny, dans la région d'Ústí nad Labem, en République tchèque. Sa population s'élevait à 1 090 habitants en 2021.

## Géographie
Cítoliby se trouve à 3 km au sud du centre de Louny, à 41 km au sud-ouest d'Ústí nad Labem et à 53 km au nord-ouest de Prague.
La commune est limitée par Louny au nord, par Chlumčany à l'est, par Louny au sud, par Líšťany au sud-ouest et par Jimlín à l'ouest.

## Histoire
L'origine de la localité remonte à la fin du XIIIe siècle.

## Personnalités
- Jan Adam Gallina, compositeur bohémien de la période classique né le 13 décembre 1724 à Cítoliby

## Patrimoine

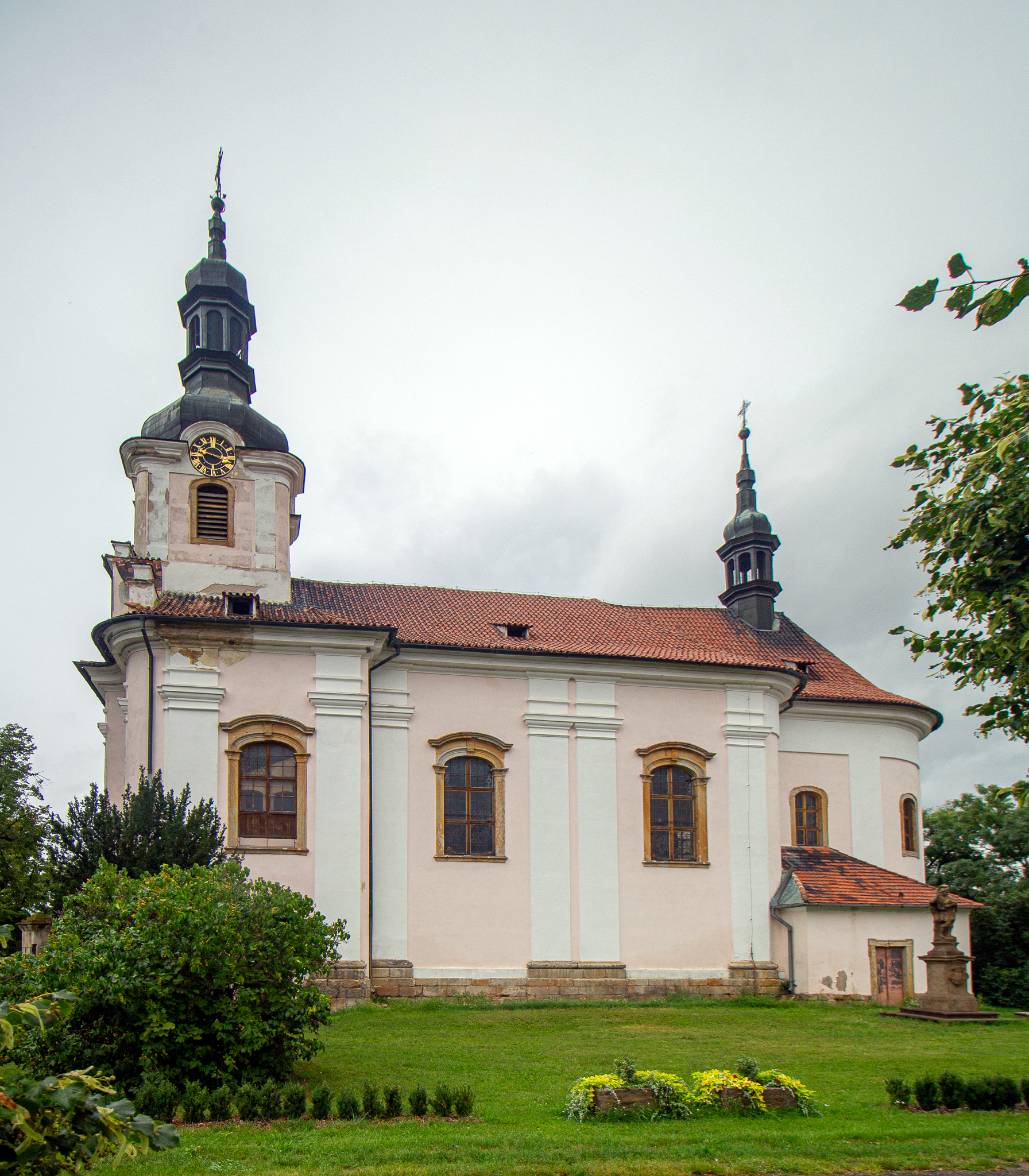
Église Saint-Jacques.
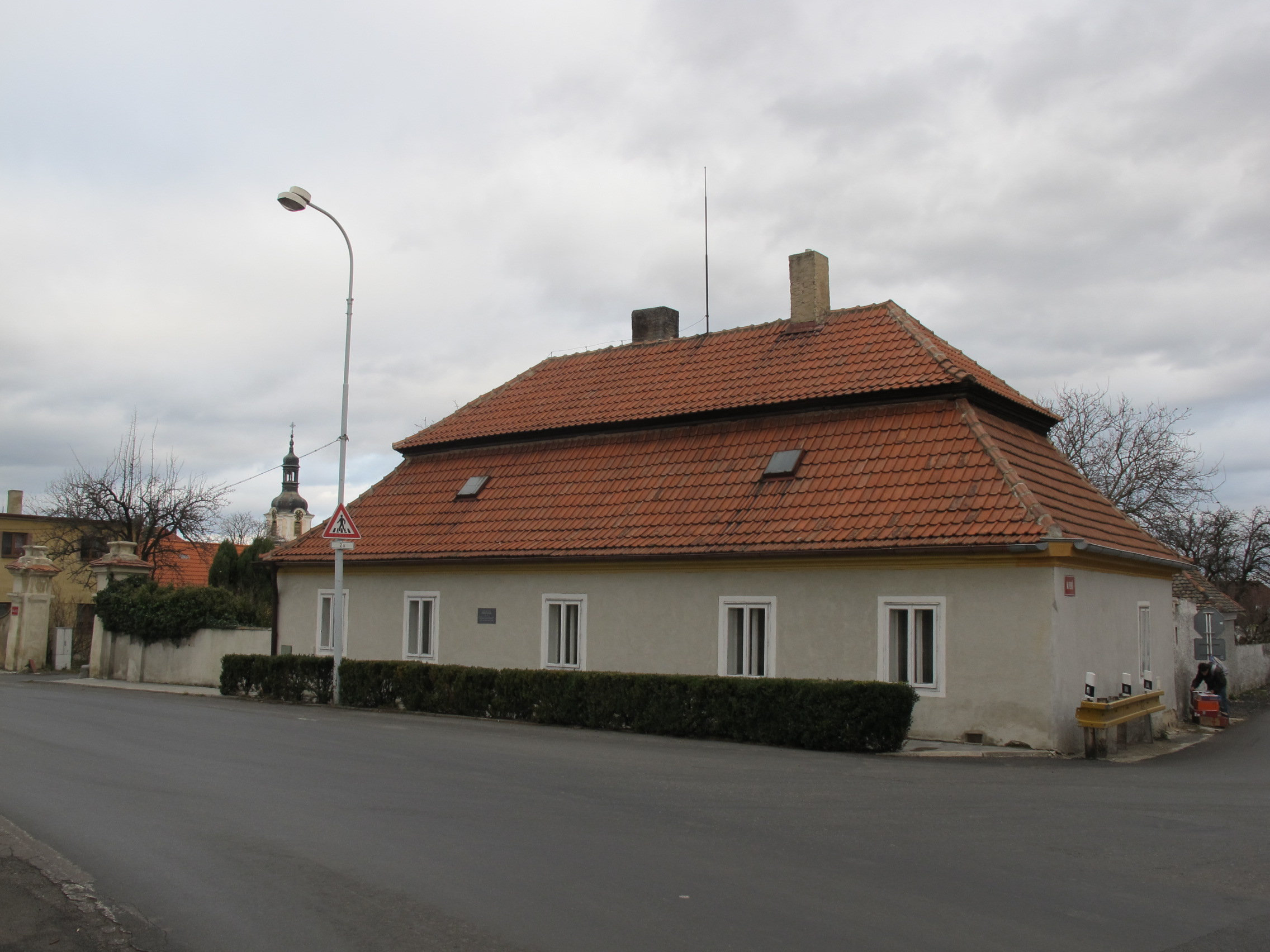
Maison natale d'Edmund Kaizl (1836-1900), avocat et homme politique.

## Transports
Par la route, Cítoliby se trouve à 4 km du centre de Louny, à 59 km d'Ústí nad Labem  et à 61 km de Prague.